# Alois Müller (Politiker, 1891)
Alois Müller (* 16. September 1891 in Altdorf; † 30. September 1973 ebenda; heimatberechtigt in Altdorf) war ein Schweizer Politiker (KVP/CVP).

## Biografie

### Familie und Beruf
Der katholisch getaufte, gebürtige Altdorfer Alois Müller, Sohn des Bauern Kaspar Müller sowie dessen Ehegattin Anna geborene Zurfluh, führte nach dem Pflichtschulabschluss einen landwirtschaftlichen Betrieb. Zusätzlich war er als Viehhändler tätig. Alois Müller heiratete 1920 in erster Ehe Anna, die Tochter des Landwirten Dominik Herger. 1961 vermählte er sich in zweiter Ehe mit Emilie, der Tochter des Munitionsfabrikangestellten Emil Mattli. Alois Müller verstarb Ende September 1973 zwei Wochen nach Vollendung seines 82. Lebensjahres in seiner Heimatgemeinde Altdorf.

### Funktionen in bäuerlichen Organisationen
Alois Müller füllte Positionen in bäuerlichen Organisationen aller Stufen aus, darunter jene des Präsidenten des Bauernvereins Uri von 1932 bis 1942 sowie jene des Präsidenten des Innerschweizer Bauernverbands von 1940 bis 1944.

### Politische Laufbahn
Der der Schweizerischen Konservativen Volkspartei (KVP) beigetretene Alois Müller wurde 1921 in den Gemeinderat von Altdorf gewählt, dem er bis 1924 angehörte. Von 1922 bis 1930 sass er im Bürgerrat. Darüber hinaus war er von 1924 bis 1931 im Engeren Rat vertreten, dort übte er das Amt des Vizepräsidenten aus. 1932 wählte ihn das Volk in den Urner Landrat, aus dem er 1939 ausschied. 1944 erfolgte seine Wahl in den Regierungsrat, dort wurde er zum Land- und Forstwirtschaftsdirektor bestellt, 1963 zog er sich altersbedingt aus der Politik zurück. Alois Müller zählt zu den prominentesten sowie profiliertesten Bauernpolitikern der Innerschweiz in der Kriegs- und Nachkriegszeit.